# Michael Torrens-Spence
Le captain Frederick Michael Alexander Torrens-Spence, DSO, DSC, AFC (10 mars 1914 - 12 décembre 2001) était un pilote de la Royal Navy Fleet Air Arm pendant la Seconde Guerre mondiale. Torrens-Spence s'est distingué en étant commissionné par la Royal Navy, la Royal Air Force, la British Army et la Police royale de l'Ulster.

## Enfance
Connu sous le nom de "Tiffy", Torrens-Spence est né à Whiteabbey, dans le comté d'Antrim, en Irlande du Nord, d'un père militaire. Éduqué à la Mourne Grange Public School, Kilkeel, il entre à l'âge de 13 ans au Dartmouth Royal Naval College.

## Carrière militaire
Après un premier service dans la flotte, Torrens-Spence s'est porté volontaire pour devenir pilote dans la Fleet Air Arm, qui était à l'époque sous le commandement de la Royal Air Force. Après avoir suivi une formation au pilotage, il a été commissionné en tant que pilote dans la RAF et la Navy. Ses premières affectations ont eu lieu sur les porte-avions HMS Furious et, en 1937, Glorious.

### Seconde Guerre mondiale
Lorsque la guerre a éclaté, Torrens-Spence servait sur le Glorious, qui a été envoyé dans le canal de Suez pour chasser les raiders de surface allemands. Il a ensuite été renvoyé d'Aden pour rejoindre le nouveau porte-avions HMS Illustrious. À bord de l'Illustrious, qui a été envoyé en Méditerranée en septembre 1940, il participe à l'attaque des cuirassés italiens lors de la bataille de Tarente en tant que pilote de bombardier torpilleur Swordfish. Au cours de l'attaque de l'Espadon dans le port de Tarente, il torpille l'un des plus récents et des plus grands cuirassés italiens, le Littorio, et le coule en eaux peu profondes. Il a reçu la Distinguished Service Cross pour cette action,.
Il a également participé à la destruction de l'Illustrious, qui escortait un convoi à destination de Malte lorsqu'il a été attaqué par trois escadrons de bombardiers en piqué allemands Stuka. Souffrant de multiples impacts de bombes (y compris dans le carré de Torrens-Spence) et de plus de 200 victimes, l'Illustrious a boité jusqu'à Malte et finalement jusqu'en Amérique pour y être réparé. Ses avions sont débarqués à Malte et Torrens-Spence se rend à Eleusis, près d'Athènes, en Grèce, avec des éléments des 815e et 819e escadrons pour une campagne anti-navires active qui lui vaudra plus tard l'Ordre du service distingué.
Lors de la bataille du cap Matapan, Torrens-Spence reçut l'ordre de trouver et d'attaquer une importante force navale italienne. Après avoir observé une attaque d'avions du porte-avions HMS Formidable sans résultat, il trouve une brèche dans l'écran de fumée ennemi et se retrouve face au croiseur italien Pola, qu'il torpille à bout portant. Le croiseur ralentit immédiatement à six nœuds et l'amiral italien décide de diviser sa force, laissant un important détachement pour escorter le Pola et naviguer vers son pays. Cette nuit-là, la Royal Navy engage le combat avec les forces italiennes au large du cap Matapan et, à l'aide d'un radar, coule la majeure partie d'entre elles. Le capitaine du Pola est secouru par le destroyer HMS Jervis et on l'entend dire : "Soit ce pilote était fou, soit c'est l'homme le plus courageux du monde". L'amiral Andrew Cunningham écrivit dans sa dépêche après la bataille : "Un exemple de l'esprit de ces jeunes officiers est le cas du lieutenant F.M.A. Torrens-Spence qui, plutôt que d'être mis à l'écart, a volé avec le seul avion disponible d'Eleusis à Maleme ... a organisé sa propre reconnaissance et a finalement décollé avec un deuxième avion en compagnie et a pris part à l'attaque de l'aube".

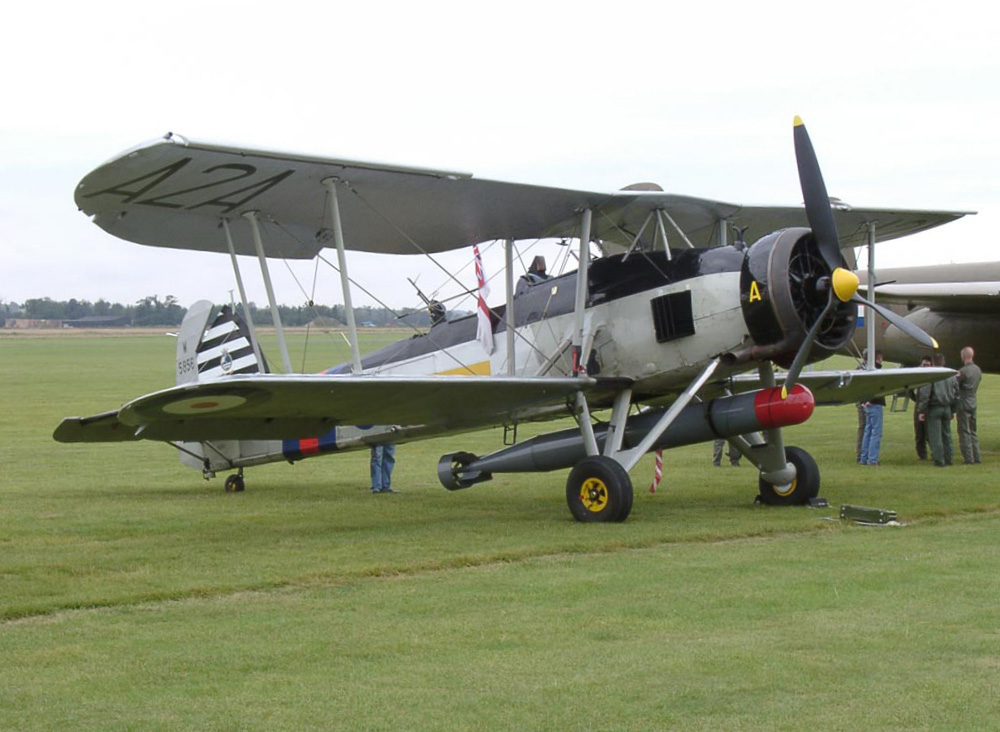
Un Fairey Espadon semblable à ceux utilisés par Torrens-Spence

De mars à octobre 1941, Torrens-Spence commande le 815e escadron en Albanie, où il enrichit son palmarès. Malheureusement, il s'agit d'un navire-hôpital que les Italiens ont omis de marquer et d'éclairer. Aucun reproche n'a jamais été fait à Torrens-Spence, mais l'incident l'a toujours attristé.
À partir de 1942, Torrens-Spence est affecté au Royaume-Uni pour devenir l'un des principaux pilotes d'essai de l'Amirauté à la RAF Boscombe Down, où il reste pendant les trois années suivantes. Il travaille en étroite collaboration avec un autre ancien pilote du HMS Glorious et du 819 Naval Air Squadron, le lieutenant Roy Sydney Baker-Falkner, pour développer et tester l'avion Fairey Barracuda avant son entrée en service opérationnel dans la Fleet Air Arm. Il a été réaffecté à l'Illustrious pour les dernières phases de la guerre,.

### Après-guerre
Il est resté dans la marine après la guerre, devenant inspecteur en chef de l'école des pilotes d'essai de l'Empire. Il a ensuite servi sur le porte-avions HMS Theseus et comme commandant du RNAS Eglinton (HMS Gannet) en Irlande du Nord,.
En 1952, il est promu capitaine et envoyé à l'Amirauté pour s'occuper des besoins futurs en avions en tant que directeur adjoint de la division de la guerre aérienne de l'état-major de la marine. Il rédige les besoins de l'état-major pour l'avion d'attaque Buccaneer et les soumet au conseil de l'Amirauté.
En 1955, il prend le commandement du HMS Delight, un destroyer de la classe Daring déployé dans les eaux britanniques et méditerranéennes. Il a ensuite commandé un établissement d'entraînement, le RAF Lossiemouth (HMS Fulmar), avant de prendre le commandement du porte-avions HMS Albion en 1959, où il a passé les deux années suivantes, la plupart du temps en Extrême-Orient,.

### Irlande du Nord
Après avoir quitté la Royal Navy, Torrens-Spence a été nommé commandant de la police spéciale d'Ulster (les "B" Specials) dans le comté d'Armagh.
Lorsque les forces spéciales ont été dissoutes en 1970 et remplacées par le régiment de défense de l'Ulster, Torrens-Spence a pris le contrôle du bataillon du comté d'Armagh (2 UDR), en tant que lieutenant-colonel, afin de le mettre sur pied et de le faire fonctionner. Il prend sa retraite en 1972.

## Fin de vie
En 1981, il devient Lord Lieutenant d'Armagh, après que Norman Stronge a été tué par l'Armée républicaine irlandaise provisoire lors d'un assaut armé contre sa maison, Tynan Abbey. Pendant cette période, il réside à Laurelvale House, Laurelvale - à l'origine la maison de l'industriel Thomas Sinton. Il a également été juge de paix, a servi comme haut shérif d'Armagh en 1979 et a été aide de camp de la Reine. Il n'a jamais été ouvertement impliqué dans la politique, mais est resté tout au long de sa vie un unioniste convaincu, occupant des fonctions de haut niveau au sein de l'association unioniste du comté d'Armagh, tout en étant attristé par ce qu'il considérait comme la complaisance du gouvernement à l'égard du terrorisme,.
Il a épousé Rachel Torrens-Spence, avec qui il a eu quatre enfants. L'un de ses fils, le brigadier Edward John (Johnny) Torrens-Spence CBE, a été attaché militaire de l'ambassade britannique aux États-Unis.